# Schattendorfer Urteil
Das Schattendorfer Urteil war 1927 Auslöser der so genannten Julirevolte in Österreich. Es ist nach dem Ort Schattendorf im Burgenland benannt.
Am 30. Jänner 1927 hatte die Sozialdemokratische Arbeiterpartei Deutschösterreichs in dem kleinen burgenländischen Ort eine Versammlung abgehalten, die von einem Gasthof aus von Mitgliedern der Frontkämpfervereinigung Deutsch-Österreichs („Frontkämpfer“) beschossen wurde, worauf zwei Tote und fünf Verletzte zu beklagen waren. Der österreichische Rechtsanwalt Walter Riehl (u. a. Leiter der nationalsozialistischen Gruppierung Deutschsozialer Verein) verteidigte die Täter im darauf folgenden Schattendorfer Prozess. Die Täter wurden von einem Geschworenengericht freigesprochen, was als Skandal angesehen wurde und in weiterer Folge zu gewalttätigen Ausschreitungen in Wien führte.

## Vorgeschichte
Immer wieder kam es im Österreich der 1920er zu Anschlägen nationalistischer Gruppen und Verbände („Heimatschutz“). In der aufgeheizten Atmosphäre der Nachkriegszeit fanden diese Anschläge, die meist den linksstehenden Parteien (Sozialdemokraten, Kommunisten) und Interessengruppen bzw. deren Anhängern (der Arbeiterschaft) galten, zum Teil offene Unterstützung im Bürgertum, das in diesen Verbänden eine Stütze von „Recht und Ordnung“ sah. Obwohl es meist Zeugen und Beweise für diese Überfälle gab, wurden die Täter vielfach unter dem Jubel der bürgerlichen Presse freigesprochen oder zu milden Strafen verurteilt.
Das Burgenland wurde von dem halbfaschistischen Regime des in Ungarn herrschenden Miklós Horthy bedroht. Man war sich bereits einig, dort weder den Schutzbund noch die Heimwehr zuzulassen, um den Ungarn keine Handhabe einer Rückgewinnung des Burgenlandes zu liefern. Doch die Frontkämpfer formierten sich, und so stellten auch die Sozialdemokraten eine lokale Schutzbundorganisation auf. Schon 1926 kam es immer wieder zu Raufereien, Störungen der Versammlungen und Aufmärschen der Frontkämpfer und der Schutzbündler im Burgenland.

## 30. Jänner 1927

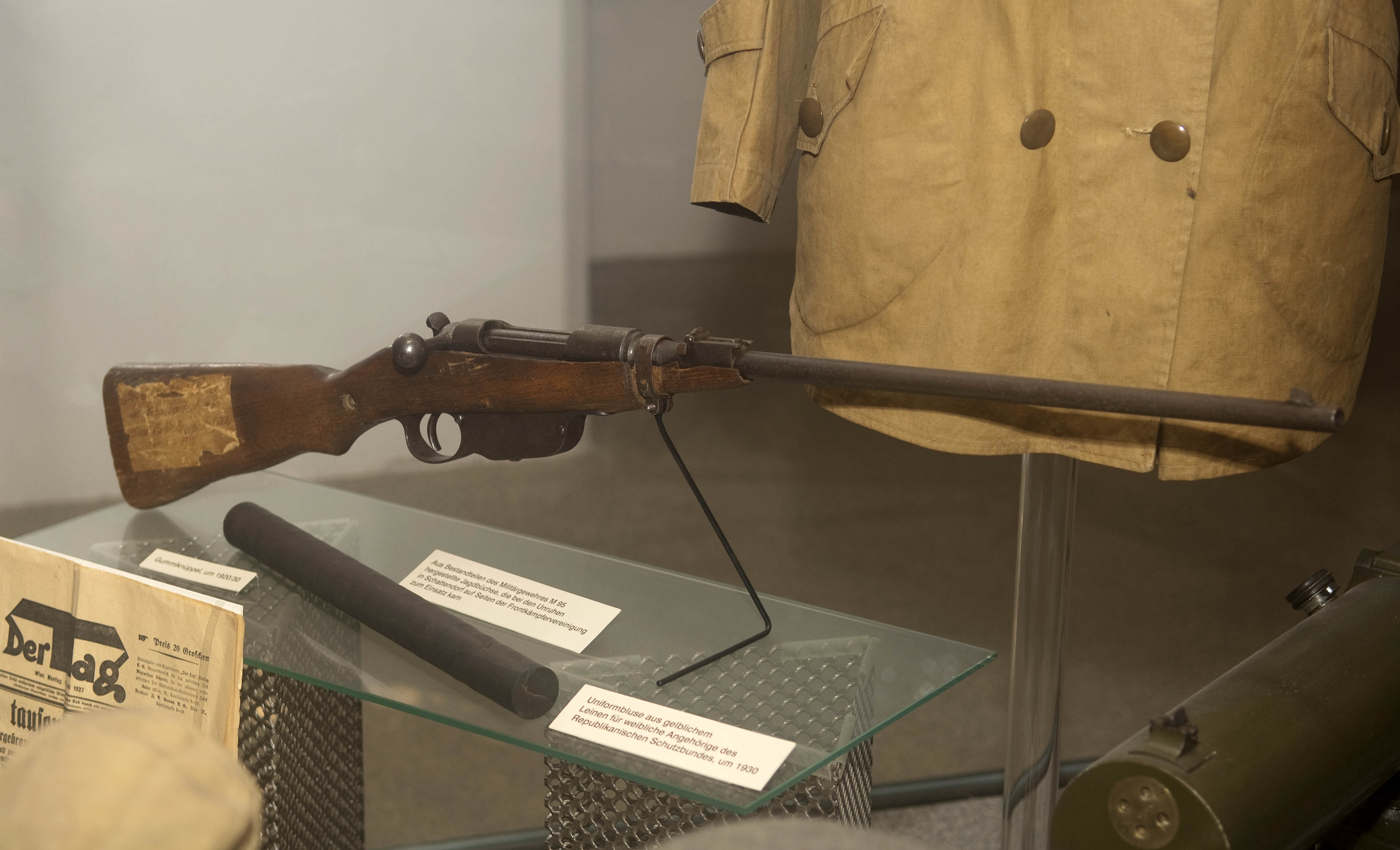
Die Tatwaffe von Schattendorf im Heeresgeschichtlichen Museum

Am 30. Jänner 1927 veranstalteten Frontkämpfer eine Versammlung in dem kleinen burgenländischen Grenzort Schattendorf, dessen Bevölkerung zum überwiegenden Teil sozialdemokratisch war. Als die Schutzbündler davon erfuhren, hielten sie ihre Versammlung am selben Tag ab. Das Gasthaus Moser wurde zum Stammquartier des Schutzbundes, das 500 Meter entfernte Gasthaus Tscharmann das der Frontkämpfer. Die lokale Frontkämpfertruppe war im Verhältnis 30:70 klar in der Minderheit und holte sich deshalb Unterstützung aus den Nachbargemeinden. Am Bahnhof von Schattendorf kam es schließlich zum Zusammentreffen der beiden Organisationen. Die Schutzbündler konnten die Frontkämpfer, die zur Unterstützung kommen sollten, vertreiben und siegreich nach Schattendorf einziehen. Es kam zu Tätlichkeiten im Gasthof Tscharmann.
Mit den Worten „Nieder mit den Frontkämpfern, nieder mit den christlichen Hunden, nieder mit den monarchistischen Mordbuben“ drangen die Schutzbündler in das Gasthaus ein. Die Gebrüder Tscharmann und Johann Pinter, drei Frontkämpfer, schossen aus dem vergitterten Schlafzimmerfenster des Hauses auf die Straße, als die Schutzbündler allerdings schon vorbeigezogen waren. Der kroatische Kriegsinvalide Matthias Csmarits (auch: Zmaritsch) und der sechsjährige Josef Grössing (postum Großonkel von Josef Ostermayer) wurden dabei getötet und weitere fünf Menschen verletzt. Am 2. Februar 1927, dem Tag des Begräbnisses der beiden Getöteten, streikten die Arbeiter in ganz Österreich fünfzehn Minuten lang. Die Beerdigung der beiden in ihren Heimatorten Klingenbach und Schattendorf wurde von einem kilometerlangen Trauerzug begleitet. Die eigentliche Grabstätte von Josef Grössing mit seinen Überresten wurde 1968 überasphaltiert, sie liegt heute außerhalb des Friedhofs und abseits des später errichteten Gedenkgrabs hinter den Sanitäranlagen.

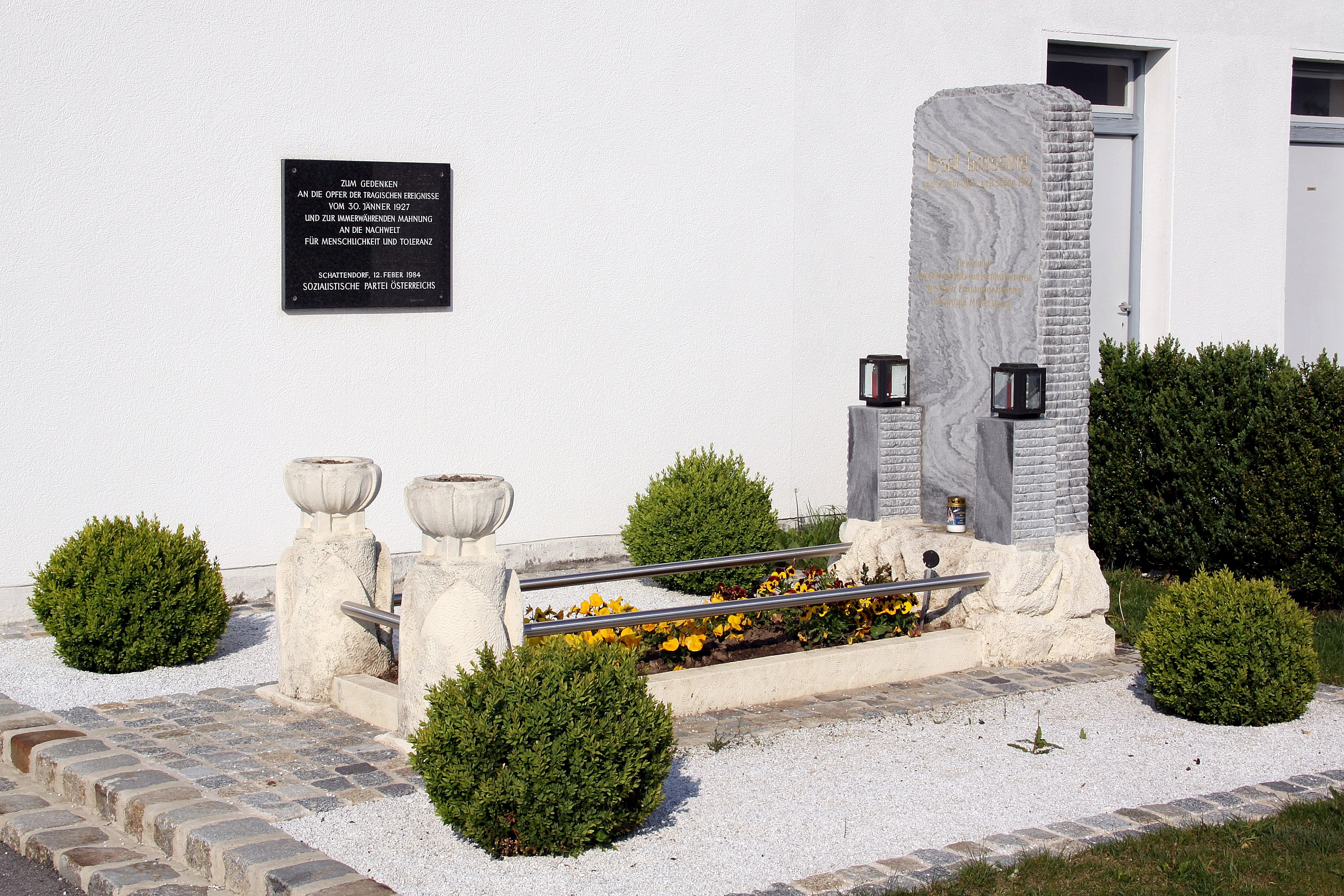
Gedenkstätte Josef Groessing

## Prozess und Urteil
Der Verlauf des Prozesses wurde in der Öffentlichkeit gespannt verfolgt, denn schon vorher waren Morde an Arbeitern als Kavaliersdelikte behandelt und die Mörder milde oder gar nicht bestraft worden.
Die Hauptfragen im Prozess bezogen sich auf die Mordabsicht beziehungsweise auf die Absicht, die Opfer schwer zu verletzen. Das Strafausmaß betrug im Falle der Mordabsicht 10 bis 20 Jahre Kerker oder eine lebenslange Freiheitsstrafe. Für die Tatsache, dass sie die beiden Menschen absichtlich schwer verletzt hatten, drohten ihnen immerhin noch 5 Jahre Kerker. Die drei Angeklagten Josef Tscharmann (1896–1972), Hieronymus Tscharmann (1905–1994) und Johann Pinter (1901–1985) versuchten von Beginn an, die Taten als Notwehr darzustellen. Die Frage, ob von den Schutzbündlern mit kleinkalibrigen Revolvern geschossen wurde, konnte im Prozess nicht abschließend geklärt werden. Da die Zeugenaussagen nur teilweise mit den Aussagen der Angeklagten übereinstimmten, konnten sich die Geschworenen nur sehr schwer eine Meinung bilden. Nicht geklärt werden konnte auch, welcher der Angeklagten die tödlichen Schüsse abgefeuert hatte.
Die Bezirkskommission hatte nach der Gesetzesänderung 1919/1920 über die Geschworenenliste zu entscheiden. In diesem Fall konnte man allerdings von keiner politischen Färbung reden. Bei dem Prozess, der am 5. Juli 1927 begann, setzte sich die Geschworenenbank folgendermaßen zusammen: vier Arbeiter, drei Beamte, eine Hausfrau, zwei Landwirte und zwei Gewerbetreibende. Der Staatsanwalt plädierte zwar auf schuldig, doch letztlich konnte keine der beiden Hauptfragen mit einer notwendigen Zweidrittelmehrheit bejaht werden (die Geschworenen hatten mit 7:5 für einen Schuldspruch gestimmt, die Zweidrittelmehrheit wurde also um eine Stimme verfehlt). Somit verkündete der Richter am 14. Juli 1927 den Freispruch der Angeklagten. Das Tötungsdelikt wurde als Notwehr dargestellt und die Täter als „ehrenwerte Männer“.

## Auswirkungen
Zeitungsberichte über dieses Urteil, nicht zuletzt der Leitartikel von Friedrich Austerlitz in der Arbeiter-Zeitung lösten Demonstrationen in der Wiener Innenstadt aus. Unter anderem schrieb Austerlitz:

„Die bürgerliche Welt warnt immerzu vor dem Bürgerkrieg; aber ist diese glatte, diese aufreizende Freisprechung von Menschen, die Arbeiter getötet haben, weil sie Arbeiter getötet haben, nicht schon selbst der Bürgerkrieg? Wir warnen alle, denn aus einer Aussaat von Unrecht, wie es gestern geschehen ist, kann nur schweres Unheil entstehen.“

Im Zuge der Demonstrationen wurde der Justizpalast in Brand gesteckt. Der Waffeneinsatz der Polizei gegen die Demonstranten endete in einem Massaker mit 89 toten Demonstranten, vier toten Sicherheitswachbeamten und einem toten Kriminalbeamten. Nach dem Justizpalastbrand war der Glaube an eine gerechte und unparteiliche Justiz in Österreich erschüttert und es kam zu einer Erstarkung der Heimwehr-Bewegung.

## Museale Rezeption
Der Österreichische Bürgerkrieg ist im Wiener Heeresgeschichtlichen Museum im Detail dokumentiert. So befindet sich in dieser Ausstellung auch die Tatwaffe von Schattendorf, ein aus einer österreichischen Infanteriewaffe umgearbeitetes Jagdgewehr. Weiters sind Uniformen des Republikanischen Schutzbundes, der Heimwehren und der Ostmärkischen Sturmscharen ausgestellt. Angesengte Aktenstücke aus dem Justizpalast vom 18. Juli 1927 sowie eine der Feldkanonen 1918, mit der das Bundesheer auf die Wiener Gemeindebauten schoss, runden die permanente Ausstellung Republik und Diktatur im Heeresgeschichtlichen Museum ab.

## Literarische und filmische Verarbeitung
Der österreichische Autor Heimito von Doderer (1896–1966) hat in seinem Roman Die Dämonen. Nach der Chronik des Sektionsrates Geyrenhoff (erschienen 1956) die Schattendorfer Morde und die Ereignisse beim Brand des Wiener Justizpalastes zu einem vielfach gespiegelten Motiv seiner verschachtelten Handlungsstränge gemacht.
Im Rahmen der Dreharbeiten für die Dokumentation „Republik in Flammen – 90 Jahre“ stellte Regisseur Fritz Kalteis 2017 Teile des Schattendorf-Prozesses am Originalschauplatz im großen Schwurgerichtssaal des Wiener Straflandesgerichtes nach. Die Rollen von Richter, Staatsanwalt und Verteidiger übernahmen der Präsident des Landesgerichtes für Strafsachen Wien, Friedrich Forsthuber, Norbert Gerstberger und Andreas Hautz, beide Richter am Landesgericht für Strafsachen Wien, Staatsanwalt Leo Bien, Strafverteidiger Rudolf Mayer und Schussgutachter Ingo Wieser. Der nachgestellte Prozess orientierte sich an dem 1.025-seitigen historischen Prozessakt. Ziel war es, die Beweisführung im Prozess zu zeigen und klarzustellen, wie es zum Freispruch kam. Als roter Faden durch den Beitrag zieht sich die Figur des Literaturnobelpreisträgers Elias Canetti, der als junger Mann Augenzeuge des Justizpalastbrandes war.
Andreas Novak, Redaktionsleiter von „Menschen & Mächte“, schreibt dazu: „Die Dokumentation spürt wenig beachteten Zwischentönen nach. Als Kontrapunkte zum lange tradierten Schwarz-Weiß-Bild über Ursachen und Wirkungen rund um den Tod von zwei Menschen im burgenländischen Schattendorf Anfang 1927.“